# Бета-версія
Бета-версія — версія програми, яка була протестована внутрішньо, і тепер потребує перевірки більш широким колом користувачів. Іде після альфа-версії; раніше називалася «реліз-кандидат». Терміни «альфа» і «бета» походять від назв перших двох літер в грецькому алфавіті: α (альфа) і β (бета).
Реліз-кандидатом або попередньою версією іноді називають гамма-версію, а офіційна версія називається «омега-версія». Іноді після реліз-кандидату далі ідуть номера: Реліз-кандидат 2 (RC2) = дельта-версія, Реліз-кандидат 3 (RC3) = епсилон-версія, і т. д.
Бета-версія програми ще не достатньо стабільна, щоб бути запущеною у виробництво, але вже (частково) функціональна. Бета-версії часто поширюються серед обраної групи користувачів для тестування. Це закрите бета-тестування (англ. closed beta). А якщо бета-тестування відкрите для кожного користувача, то це відкрите бета-тестування (open beta).
Для участі в таких тестуваннях може знадобитися бета-ключ. Це робиться, наприклад, в онлайн-іграх. Це код, який дає доступ до бета-тестування. Для популярних ігор цей бета-ключ є доволі цінним, оскільки в цьому бета-тестуванні хочуть взяти участь багато людей. Бета-ключі для ігор компанії Blizzard Entertainment іноді продаються досить дорого ($ 400 — $ 1000) на сайті eBay.